# Valentin Zajec
Valentin Zajec, slovenski kipar, *  7. februar 1807, Sovodenj, † 14. marec 1884, Cologna Veneta pri Veroni. 
Bil je brat kiparja Franca in stric Ivana Zajca, ki je izklesal Prešernov spomenik v Ljubljani. Delal je kot kipar.